# 塔皮拉伊 (米納斯吉拉斯州)
19°53′16″S 46°01′12″W / 19.88778°S 46.02000°W

塔皮拉伊（葡萄牙語：Tapiraí），是巴西的城鎮，位於該國東南部，由米納斯吉拉斯州負責管轄，始建於1954年1月1日，面積412平方公里，海拔高度673米，2010年人口1,873，人口密度每平方公里4.54人。